# MotoGP 18
MotoGP 18 est un jeu vidéo de simulation de course motocycliste développé par Milestone et édité par Bandai Namco Games, sorti le 7 juin 2018 sur Microsoft Windows, PlayStation 4, Xbox One et le 28 juin sur Nintendo Switch. La jaquette du jeu montre Marc Marquez, Valentino Rossi et Andrea Dovizioso.

## Système de jeu
MotoGP 18 est un jeu de course motocycliste qui se veut être une simulation. 
Comme tous les ans, un mode carrière est jouable en solo. Le jeu permet de jouer quatre catégories : en premier, la Red Bull MotoGP Rookies Cup, avec sept courses au total dont Assen, Jerez ou Aragon. Une fois fini cette catégorie, le pilote accède en Moto 3, puis en Moto 2 et enfin en catégorie reine, la MotoGP.

## Développement
MotoGP 18 est développé par le studio italien Milestone, lequel est en partenariat avec l'éditeur Bandai Namco. Il est conçu à partir du moteur Unreal Engine 4.
Fin mars 2018, le jeu est dévoilé à la presse internationale via une bande-annonce.

## Accueil critique
- Gameblog : 8/10[5] (PlayStation 4)
- Jeuxvideo.com : 14/20[1]
- Nintendo Life : 6/10[2] (Nintendo Switch)